# Squid (logiciel)
Pour les articles homonymes, voir Squid.
Un serveur Squid est un serveur mandataire (proxy) et un mandataire inverse conçu pour relayer les protocoles FTP, HTTP, Gopher, et HTTPS. Contrairement aux serveurs proxy classiques, un serveur Squid gère toutes les requêtes en un seul processus d'entrée/sortie asynchrone.
C'est un logiciel libre distribué sous licence GNU GPL.
Squid garde les meta-données et plus particulièrement les données les plus fréquemment utilisées en mémoire. Il conserve aussi en mémoire les requêtes DNS, ainsi que les requêtes ayant échoué. Les requêtes DNS sont non bloquantes.
Les données mémorisées peuvent être rangées en hiérarchies ou en mailles pour utiliser moins de bande passante.
Squid est inspiré du projet Harvest. Il est compatible avec IPv6 à partir de sa version 3.
Le mandataire Squid est utilisé par Wikimedia Foundation pour supporter le projet Wikipédia ,, ainsi que par Flickr.

## Spécifications
- Mandataire et cache des protocoles HTTP, HTTPS, Gopher, FTP ;
- Hiérarchisation du cache ;
- ICP, HTCP, CARP, Cache Digests ;
- Processus de cache transparent ;
- WCCP (Squid v2.3 et supérieur) ;
- Contrôle des accès étendu ;
- SNMP ;
- Cache les requêtes DNS.
- Mandataire inverse (reverse proxy)